# Aldo Preda
Aldo Preda (Ravenna, 18 giugno 1940) è un politico italiano.

## Biografia
Ragioniere; esponente dei Cristiano Sociali, alle elezioni politiche del 1996 non risulta eletto; dopo il decesso di Pierpaolo Casadei Monti, viene candidato alle elezioni suppletive per il Senato dell'ottobre 1996 dall'Ulivo ed è eletto con il 69,4%. Nel 1998 confluisce nei neonati Democratici di Sinistra.
Alle elezioni politiche del 2001 è eletto deputato con i DS. È stato membro, dal 2001 al 2006, della VIII Commissione agricoltura.